# Thể thao nước
Thể thao nước là nhóm các môn thể thao mà vận động viên phải thi đấu tại vùng có nước. Thể thao vùng nước có thể chia thành ba nhánh nhỏ hơn là thể thao trên mặt nước, thể thao trong vùng nước và thể thao dưới mặt nước.

Môn bơi tại SEA Games 23 (Manila, Philippines)

## Thể thao trên mặt nước
Thể thao trên mặt nước là nhóm các môn thể thao mà vận động viên thi đấu bằng các phương tiện, thiết bị lướt trên mặt nước mà họ không tiếp xúc trực tiếp với nước. Có thể kể đến các môn như đua thuyền, chèo thuyền, lướt ván (lướt ván tự thân, lướt ván dù, lướt ván buồm)...

## Thể thao trong vùng nước
Thể thao trong vùng nước là nhóm các môn thể thao mà cơ thể của vận động viên tiếp xúc trực tiếp với nước trong phần lớn thời lượng thi đấu. Ở nhóm này, vận động viên lấy hơi và thở một cách tự nhiên mà không có thiết bị hỗ trợ hay bình dưỡng khí. Bơi lội, bóng nước, nhảy cầu là ba môn điển hình nhất trong nhóm này.

## Thể thao dưới mặt nước
Thể thao dưới mặt nước là nhóm các môn thể thao mà khi thi đấu thì mọi bộ phận cơ thể của vận động viên buộc phải dìm trong nước. Do đó, vận động viên được sử dụng thiết bị thở hoặc bình dưỡng khí, mặt nạ, kính bơi, vây, chân vịt... Một số môn thuộc nhóm này như lặn, vật dưới nước, khúc côn cầu dưới nước...